# European Billiards and Snooker Association
Die European Billiards and Snooker Association (kurz EBSA) ist der europäische Dachverband für Snooker und English Billiards im Amateurbereich. Der Verband untersteht dem Weltverband IBSF (International Billiards & Snooker Federation), der für Snooker und English Billiards zuständig ist.
Die Hauptaufgaben der EBSA sind die Vereinheitlichung von Regeln, die Organisation von Turnieren sowie die Ausbildung von Schiedsrichtern.

## Geschichte
Gründungsjahr und -ort sind unbekannt. Auf jeden Fall existierte der Verband bereits zu Beginn der 2000er-Jahre, als der Ire Jim Leacy Vorsitzender war. 2003 schloss sich die Continental Billiards & Snooker Association (CBSA) der EBSA an, ein alternativer Kontinentalverband, der seinen Fokus auf die kontinentaleuropäischen Staaten gerichtet hatte. 2013 wurde der Verband unter britischem Recht im walisischen Cardiff eingetragen. Am 10. September 2013 wechselte der Verband seinen Sitz ins nahe Swansea.

## Turniere
Die Ausrichtung von Einzel-Europameisterschaften findet in folgenden Kategorien statt:
- EM Herren (seit 1988; seit 1993 jährlich)
- EM Junioren (1997 bis 2010 U19; seit 2011 U21; seit 2016 U18; seit 2022 U16)
- EM Senioren (seit 2000)
- EM Damen (seit 2004)
- EM 6-Red (seit 2016)
- European Snooker Open (2016–2019)
- EM Shoot-Out (seit 2018)

Darüber hinaus trägt die EBSA seit 2004 Teamwettbewerbe in folgenden drei Kategorien:
- EBSA European Team Championship (bis 2013 Dreier-, seit 2014 Zweierteams)
- EBSA European Team Championship Masters (Zweierteams)
- EBSA European Team Championship Ladies (Zweierteams)

Als Qualifikationsturniere für die Snooker Main Tour wurden zwischen 2006 und 2010 das EBSA International Play-Off, 2013 und 2014 die EBSA Qualifying Tour und von 2015 bis 2018 die EBSA Amateur Play Offs ausgetragen.

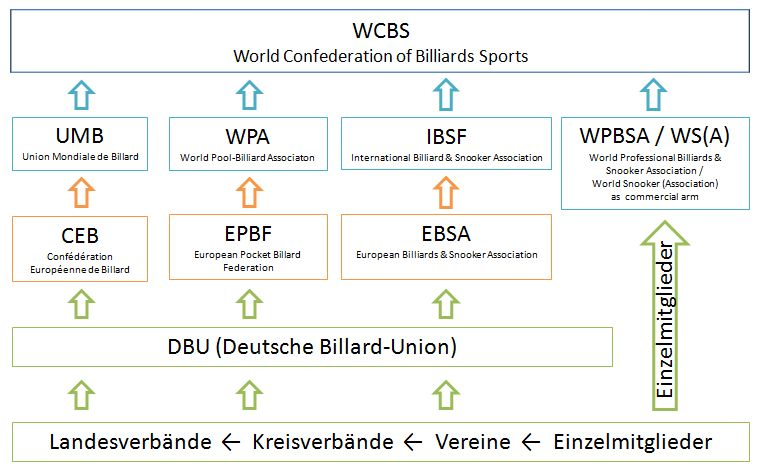
Verbandsstruktur im Billardsport (am Beispiel Deutschlands)

## Mitgliedsstaaten
Stand: Juni 2021
- Albanien
- Armenien
- Belarus
- Belgien
- Bosnien und Herzegowina
- Bulgarien
- Dänemark
- Deutschland
- England
- Estland
- Finnland
- Frankreich
- Georgien
- Gibraltar
- Griechenland
- Guernsey
- Irland
- Island
- Isle of Man
- Israel
- Italien
- Jersey
- Kroatien
- Lettland
- Litauen
- Malta
- Moldau
- Niederlande
- Nordirland
- Nordmazedonien
- Norwegen
- Österreich
- Polen
- Portugal
- Rumänien
- Russland
- Schottland
- Schweden
- Slowakei
- Slowenien
- Schweiz
- Serbien
- Spanien
- Tschechien
- Türkei
- Ukraine
- Ungarn
- Wales
- Zypern

## Vorstand
Der derzeitige Vorstand besteht aus folgenden Mitgliedern:
- Präsident: Maxime Cassis ()
- Vizepräsident: Ricardo Sagaldo ()
- Schatzmeister: John Terry ()
- Generalsekretär: Simon Smith ()
- Vorstandsmitglied ohne besondere Funktion: Wiktoria Jędruszek ()